# Хубицки, Альфред фон

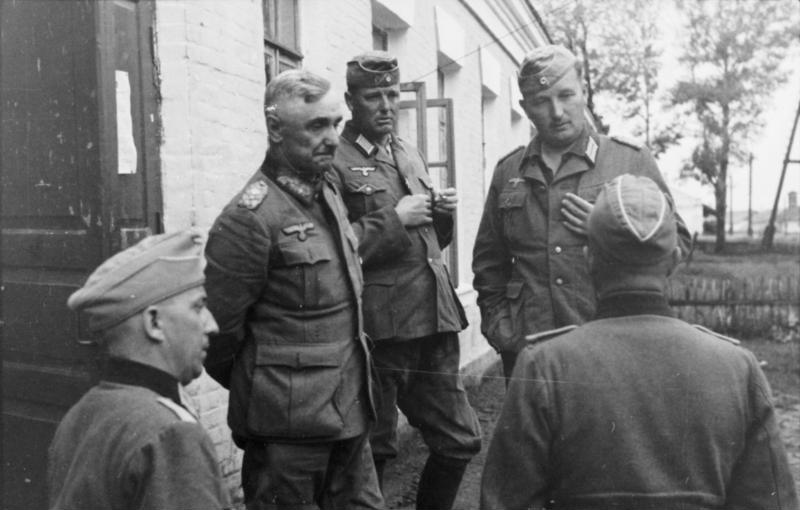
Хубицки (второй слева) и Хорст фон Некер (второй справа) со штабными офицерами (Львов, июль 1941).

Альфред Риттер фон Хубицки (нем. Alfred Ritter von Hubicki; 5 февраля 1887, село Фридрихсдорф, Венгрия; современная Закарпатская область, Украина (входит в территорию современного посёлка Кольчино) — 14 июля 1971, Вена) — пионер танковых войск Австрии, а также офицер генерального штаба; с 1938 года — генерал-майор, в том же звании служил в вермахте.
Участвовал в боевых действиях в Польше (1939), на Балканах (1941), в Киевской операции (1941). Награждён Рыцарским крестом.
В 1942 году ему присвоено звание генерала танковых войск. В том же году возглавил немецкую военную миссию в Словакии. В марте 1945 года был уволен с военной службы.

## Награды
- Юбилейный крест 1908 года для военных (1908)
- Орден Железной короны 3-го класса с воинским отличием и мечами
- Крест «За военные заслуги» 3-го класса с воинским отличием (дважды)
- Медаль «За военные заслуги» (Австро-Венгрия) в бронзе на ленте креста «За военные заслуги» с мечами
- Медаль «За военные заслуги» (Австро-Венгрия) в серебре на ленте креста «За военные заслуги» с мечами
- Войсковой крест Карла
- Орден Вюртембергской короны рыцарский крест с мечами
- Памятная медаль участника Первой мировой войны с мечами
- Почётный знак «За заслуги перед Австрийской Республикой», большой золотой и золотой крест
- Почётный крест Первой мировой войны 1914/1918 с мечами
- Железный крест
  - 2-го класса (18 сернтября 1939)
  - 1-го класса (23 сернтября 1939)
- Рыцарский крест железного креста (20 апреля 1941)
- Немецкий крест в золоте (22 апреля 1942)
- Медаль «За зимнюю кампанию на Востоке 1941/42»

## Примечание
1. 1 2  peoplepill.com. Alfred Ritter von Hubicki: Austrian general (1887 - 1971) | Biography, Facts, Career, Wiki, Life (англ.). peoplepill.com. Дата обращения: 5 января 2021. Архивировано 8 января 2021 года.
2. ↑  German Officer Biography - Alfred Ritter von Hubicki. www.feldgrau.com. Дата обращения: 5 января 2021. Архивировано 8 января 2021 года.